# Classe St. Louis (incrociatore 1905)
La classe St. Louis, varata nel 1905, era costituita da incrociatori statunitensi, 3 in tutto, realizzati come diminuzione del progetto della Classe California, veri e propri incrociatori corazzati. In verità anche la St. Louis era una sorta di unità di questo tipo, anche se classificata come incrociatore protetto, in quanto dotati di 14 cannoni da 152 mm e una corazza piuttosto spessa di piastre in acciaio Krupp,  102 mm sulla cintura e 76 mm sul ponte.